# Łaziska (Szydłowiec)
Pour les articles homonymes, voir Łaziska.
Łaziska [waˈʑiska] est un village polonais de la gmina de Orońsko, du powiat de Szydłowiec et dans la voïvodie de Mazovie dans le centre-est de la Pologne.
Il se situe à environ 4 kilomètres au nord-ouest d'Orońsko, à 13 kilomètres au nord-est de Szydłowiec et à 99 kilomètres au sud de Varsovie.
Le village a une population approximative de 580 habitants.